# Masicera vivida
Masicera vivida är en tvåvingeart som först beskrevs av Robineau-desvoidy 1863.  Masicera vivida ingår i släktet Masicera och familjen parasitflugor.
Artens utbredningsområde är Frankrike. Inga underarter finns listade i Catalogue of Life.